# ハンフリーズ基地
座標: 北緯36度58分 東経127度02分 / 北緯36.967度 東経127.033度

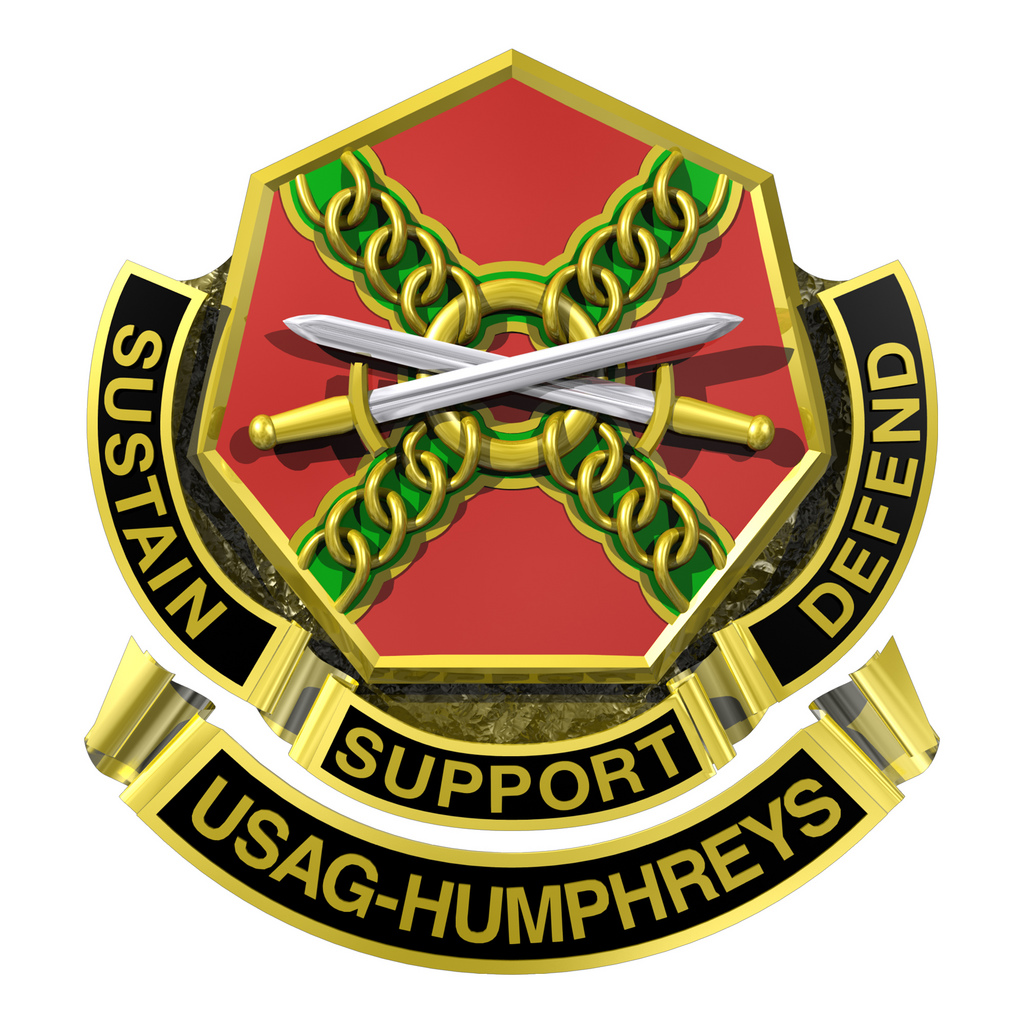
ハンフリーズ基地

ハンフリーズ基地またはキャンプ・ハンフリーズ（英語: Camp Humphreys、朝鮮語: 캠프 험프리스）は大韓民国京畿道南部の平沢市彭城（ペンソン）地区にある在韓米軍の基地で、龍山基地に代わり在韓米軍司令部も置かれる最も重要な基地である。名称は朝鮮戦争中に亡くなった米空軍パイロットの名前を取っている。

## 概要

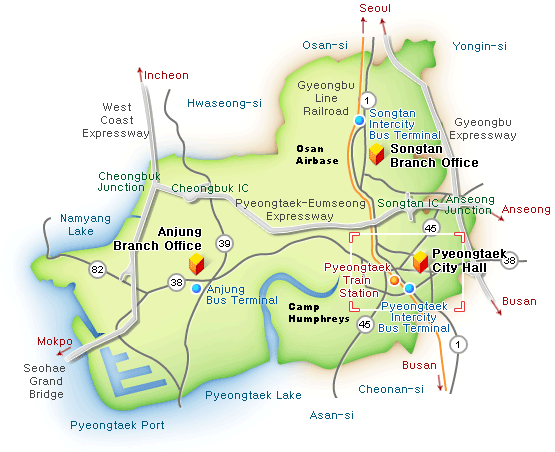
ハンフリーズ基地～平沢市庁舎の地図

ハンフリーズ基地のある所へは元々1919年に日本海軍が平沢飛行場を開設している。朝鮮戦争の際に平沢飛行場が大拡張され、「K-2」という名称で知られていた。1962年、朝鮮戦争で戦死した空軍パイロットであるベンジャミン・ハンフリーズ (Benjamin K. Humphreys) にちなみ「キャンプ・ハンプリーズ」へ名称変更された。
2004年、全ての韓国内の米軍基地を漢江の南へ移動させる合意が韓国政府との間でなされ、米韓連合司令部も龍山基地からハンフリーズ基地へ移動する。実際の移動はこの合意内容から遅れる形で2016年から開始され、2022年に主要機能の移転が全て完了した。
なお、平沢市松炭（ソンタン）地区には烏山（オサン）空軍基地がある。

## 参照項目
- 在韓米軍
- 龍山基地